# 謝纘泰
謝纘泰（1872年5月16日—1938年4月4日），原名謝贊泰，字聖安、重安，號康如，澳大利亚华人，祖籍廣東開平，中国近代革命家、商人、报人、漫画先驱与航空先驱。1887年，謝纘泰随父到英属香港定居，之后肆业于中央書院。1892年，謝纘泰同杨衢云等人创办輔仁文社（被认为是近代中国第一个反清革命组织），而后又在1895年加入兴中会，是仅次于杨衢云、孙中山的第三号人物，负责组织的对外交涉工作。謝纘泰曾参与策划乙未广州起义，起义失败后，謝纘泰停留香港，负责善后事宜。1898年，謝纘泰创作了中国第一张现代意义的漫画《时局图》，揭露了列強瓜分中國的危急形势，在当时流传甚广。1894年起，謝纘泰开始研制飞艇，终在1899年设计出了“中国号”飞艇，这是中国历史上最早的飞艇图样。1902年，谢缵泰与李纪堂、洪全福联络会党，创立大明顺天国，意图攻占广州，发动起义。然而，由于叛徒泄密，起义最终失败。1903年，谢缵泰与克宁汉创办《南华早报》，担任编辑。中华民国成立后，谢缵泰被聘为临时稽勋局名誉审议。此后，他便退出官场，经营农、矿业。1924年，谢缵泰于南华早报发布《中华民国革命秘史》，批评孙中山。

## 生平

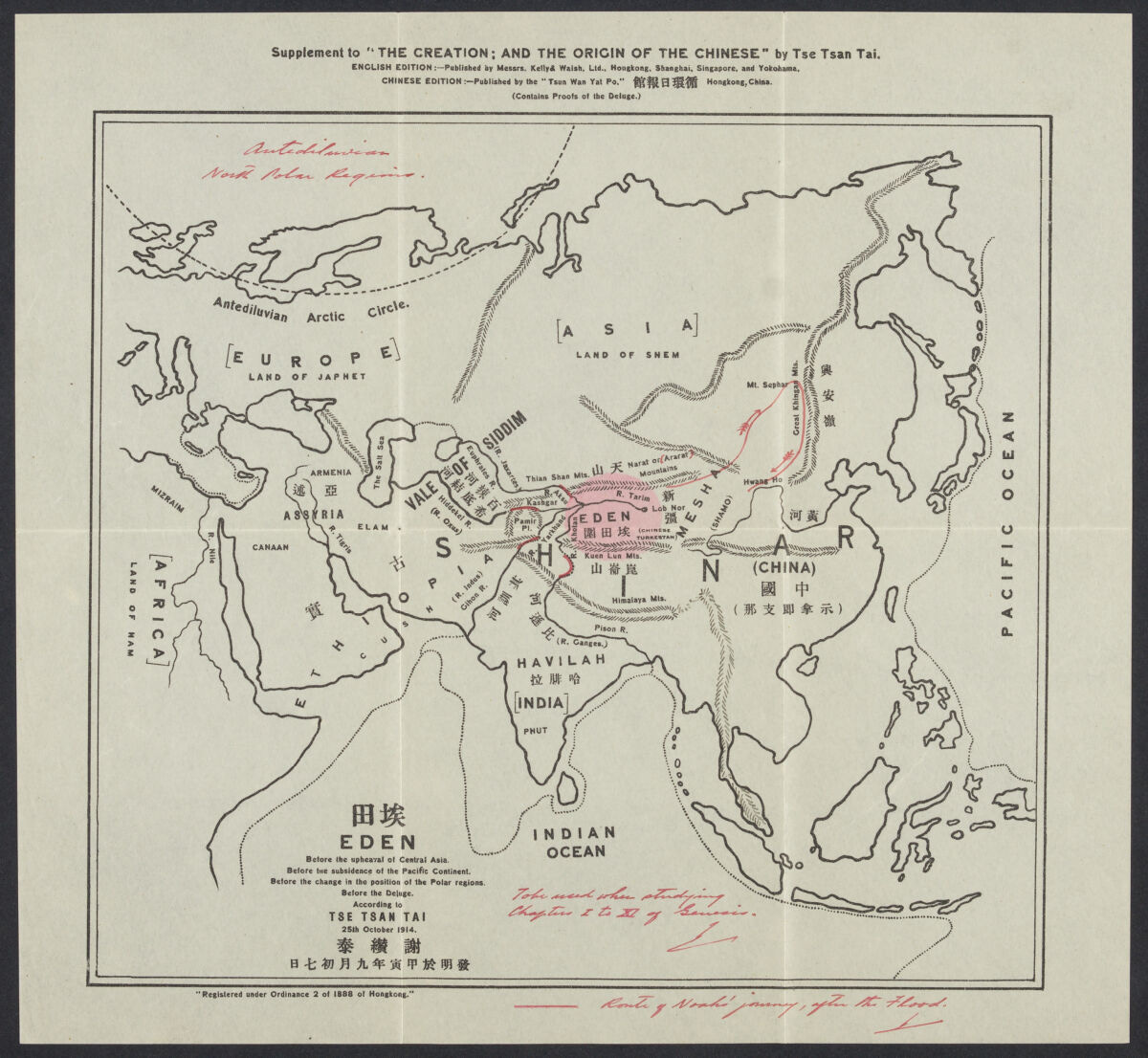
《世界元始总纲 中国黄种来源》中的伊甸园地图

謝纘泰之父謝日昌是太平天國部將，也是洪門二房洪順堂之香主長老。太平天國滅亡後，其父隨一眾殘部四散逃亡至澳洲悉尼，並於當地生下謝纘泰。身為太平天國大將之子，其推翻滿清的思想早在澳洲的少年時代便孕育出來。1887年，謝日昌獲早年逃到香港的太平天國舊部眾邀請至當地經商，謝纘泰亦隨行移居並就讀中央書院（即皇仁書院的前身）。畢業後於香港政府工務局内任文員接近十年，又曾為洋行買辦、經理。
1890年在香港與其他人發起成立的首個革命組織輔仁文社，後加入興中會。他曾針對列強瓜分中國，繪「時局全圖」，被視為中國政治漫畫的先驅。他也是香港英文《南華早報》的創辦人之一。
1894年設計製造「中國號」飞艇並試飛成功，成為中國第一位飞艇設計者。飞艇除船頭船尾都裝有推進器外，還有三個用計時裝置調節的強力甲板推進器，控制方向是依靠藏在機身內能伸縮的鋼翼。
1917年，谢缵泰写成《世界元始总纲 中国黄种来源》一书，论证中国人起源与圣经创世纪的关系。在书中，谢缵泰指出：圣经中的伊甸园位于新疆的塔克拉玛干沙漠，挪亚是中国神话中的女娲，亚当、该隐、塞特是三皇中的天皇氏、地皇氏、人皇氏，而方舟停泊的亚拉腊山则是天山。此外，谢缵泰还指出：美洲、亚洲与澳洲的黄种人是中国人的子孙，而中国人则是挪亚长子闪（也就是炎帝）的子孙，是世代敬奉上帝（与基督教上帝为同一人）的民族。
1924年以英文寫成《中華民國革命秘史》一書，書中對孫中山頗多批評。雖然他在早期革命中扮演重要角色，但國民黨的歷史紀錄幾乎沒有他的存在。1938年4月4日早上，謝纘泰於香港灣仔軒尼斯道寓所病逝。

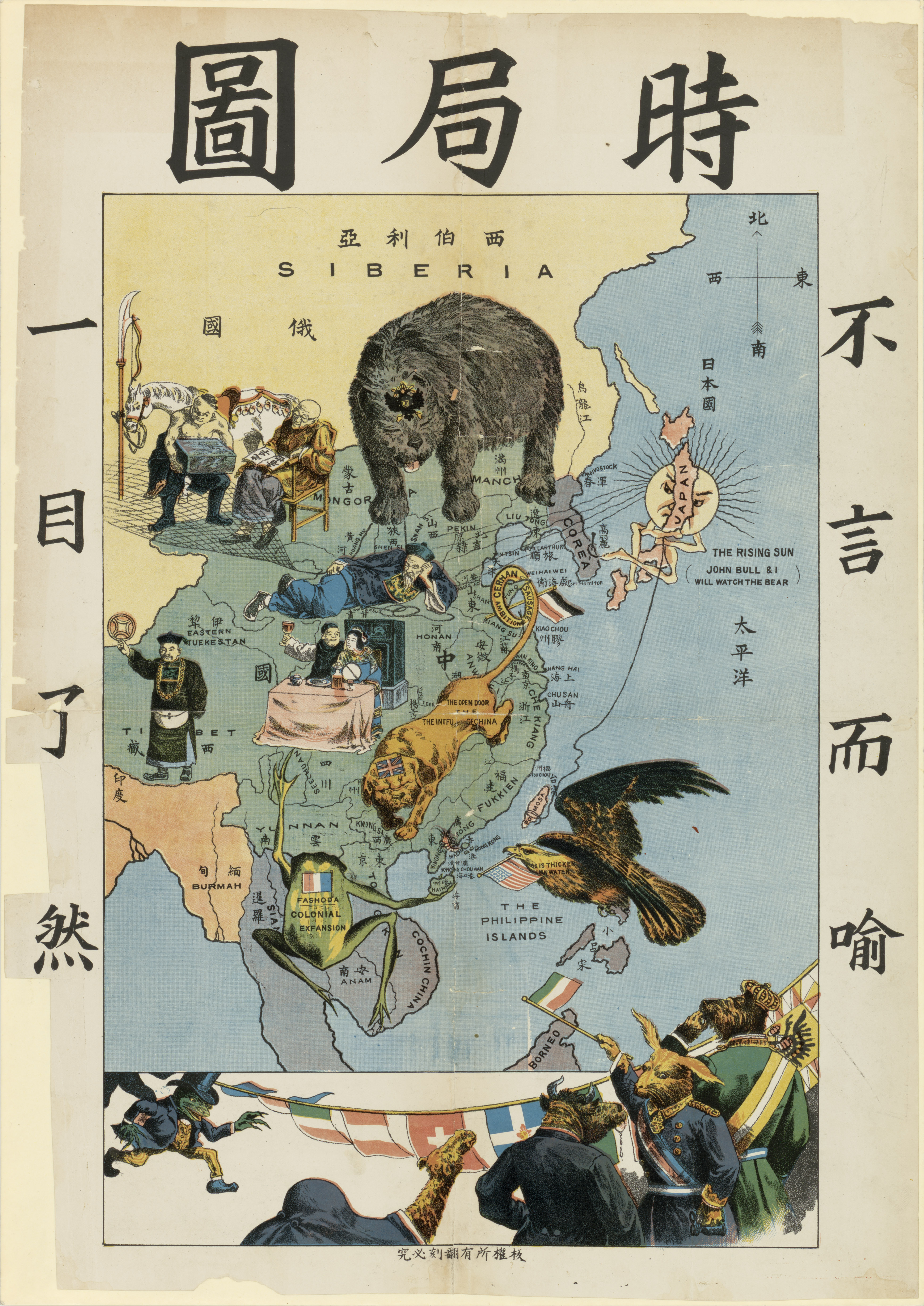
时局图

### 家族成員
弟弟謝纘業在「大明順天國之役」失敗後曾一度逃亡南非。謝纘業的孫女謝愛明説，謝纘業在南非看見大量被騙到當地華工，感到很震撼，他後來寫成《遊歷南非洲記》，爭取華工權益，這封給清廷的信件今天仍存放在中國第一歷史檔案館中。

#### 家族遠離政治
民國成立後，謝纘業與洋商合營輪船公司，1933年1月謝纘業在上海獲國民黨當局邀宴，回家後便啞了，送院三天後肝膽爆裂去世。家人懷疑事件與當時上海一份英文雜誌轉載纘泰所著秘史和纘業照片，以及嚴詞批評國民黨當局有關，從此更如驚弓之鳥。謝愛明説：「家裏有條不成文規定：什麼黨派都不入，遠離政治。」
謝纘泰家族後人、北京中央音樂學院退休教授謝愛明多年來積極搜集祖輩的歷史資料，她向《亞洲週刊》表示：謝、楊兩家都是坦蕩蕩的君子，一心為國為民，「可是百年來有些人一手遮天想把歷史永遠顛倒」，她強調並非吹捧楊、謝，只要還他們在歷史中的真面目：「百年前的香港反清革命，是香港人帶頭的而不是其他人。」
2003年，謝愛明經香港長實集團董事洪小蓮介紹，與曾任長實主席李嘉誠中文秘書的楊興安認識，兩位革命家族後人一見如故。2008年謝愛明與楊興安聯袂到心安寺尋找楊秀霞的墓地，住持釋演慧一路陪同。謝愛明憶述：「可惜文革時心安寺遭紅衛兵燒、砸，住持事前已去查實觀願的墓地，帶我們去時只見到一堆亂草，看後心裏很不是滋味。」
2008年謝愛明和家人專程到臺北市的國民革命忠烈祠拜祭楊衢雲，她説：「雖然就一塊木牌寫上名字，但也算開國烈士中的一分子，而香港、大陸連這個都沒有，很遺憾！」